# Charles Grey, 5. Earl Grey

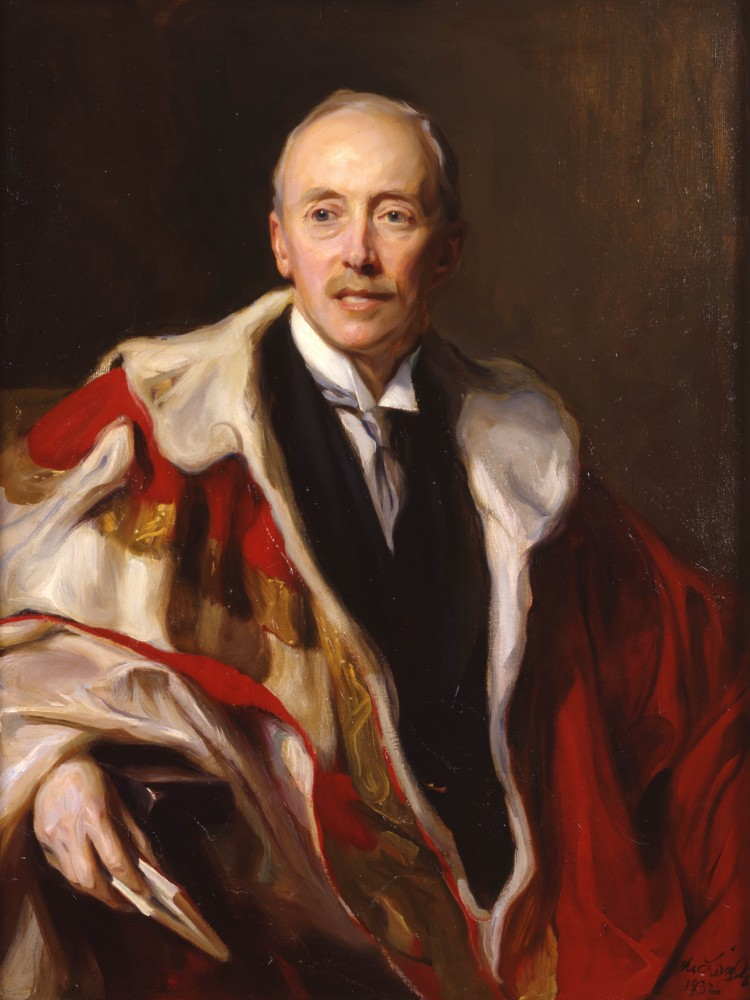
Porträt gemalt von Philip Alexius de László (1932)

Charles Robert Grey, 5. Earl Grey (* 15. Dezember 1879; † 2. April 1963 in Howick, Northumberland) war ein britischer Adliger.
Er war der Sohn von Albert Grey, 4. Earl Grey. Grey besuchte das Eton College und studierte danach am Trinity College in Cambridge. Zwischen 1894 und 1917 führte er den Höflichkeitstitel Viscount Howick. Grey trat dann in die British Army ein und diente unter anderem bei den Life Guards. Er wurde bis zum Major befördert und kämpfte auch im Ersten Weltkrieg.
Bei der Parlamentswahl im Januar 1910 bewarb sich Grey um einen Sitz im House of Commons. Er trat als Kandidat der Liberal Unionist Party im Wahlkreis Bradford Central gegen den liberalen Mandatsinhaber George Scott Robertson an, unterlag diesem jedoch. 1917 erbte er in Nachfolge seines Vaters den Titel eines Earl Grey und wurde Mitglied des House of Lords.
Er heiratete 1906 Lady Mabel Laura Georgiana Palmer, die einzige Tochter von William Palmer, 2. Earl of Selborne, und hatte mit ihr zwei Töchter. Der Titel ging bei seinem Tode auf einen Cousin zweiten Grades über.